# Lista över myndigheter inrättade av regeringen Carlsson II
Detta är en lista över myndigheter som inrättades av den andra Carlssonregeringen mellan februari 1990 och oktober 1991.

## 1990
- Arbetslivsfonden (1 maj)
- Arbetslivsfondens regionala kanslier (1 maj)
- Läkemedelsverket (1 juli)
- Socialvetenskapliga forskningsrådet (1 juli)
- Teknikvetenskapliga forskningsrådet (1 juli)
- Delegationen för verkstadsteknisk utveckling (1 augusti)
- Programrådet vid Studsvik AB (1 oktober)
- Programrådet för ett avfallsfritt samhälle (1 november)
- Institutet för Kvalitetsutveckling (1 december)
- Stat-kommunberedningen (13 december)

## 1991
- Glesbygdsmyndigheten (1 januari)
- Nämnden för Rh-anpassad utbildning (1 januari)
- Glesbygdsdelegationen (1 januari)
- Styrelsen för teknisk ackreditering  (1 maj)
- Statens jordbruksverk (1 juli)
- Statens skolverk (1 juli)
- Statens institut för handikappfrågor i skolan (1 juli)
- Skolväsendets överklagandenämnd (1 juli)
- Fiskeriverket (1 juli)
- Närings- och teknikutvecklingsverket (1 juli)
- Styrelsen för internationellt näringslivsbestånd (1 augusti)